# Saint-Avit, Landes
Saint-Avit är en kommun i departementet Landes i regionen Nouvelle-Aquitaine i sydvästra Frankrike. Kommunen ligger i kantonen Mont-de-Marsan-Nord som tillhör arrondissementet Mont-de-Marsan. År 2022 hade Saint-Avit 691 invånare.

## Befolkningsutveckling
Antalet invånare i kommunen Saint-Avit
Referens:INSEE